# Реннер, Джереми
Дже́реми Ли Ре́ннер (англ. Jeremy Lee Renner; род. 7 января 1971, Модесто, Калифорния) — американский актёр, двукратный номинант на премию «Оскар» (2010, 2011), номинант на премии BAFTA (2010) и «Золотой глобус» (2011).
Наиболее известные фильмы с участием Джереми Реннера: «Как трусливый Роберт Форд убил Джесси Джеймса» (2007), «Повелитель бури» (2008), «Город воров» (2010), «Миссия невыполнима: Протокол Фантом» (2011), «Эволюция Борна» (2012), «Охотники на ведьм» (2013), «Ветреная река» (2017). Снялся в роли Клинта Бартона (Соколиного глаза) в шести фильмах и сериале Кинематографической вселенной Marvel (2011—2021).

## Биография
Родился 7 января 1971 года в Модесто, штат Калифорния. Он был старшим из семи детей в семье Вэлери Керли и Ли Реннера. По матери у него ирландские корни, а по отцу — немецкие.
Образование получал в Высшей школе Фреда Бейера и Младшем колледже Модесто. В колледже посещал актёрский класс вместе с актёром Дэвидом Борианазом.
Карьеру актёра начинал с ролей антигероев — вампир из восемнадцатого столетия, вооружённый алкоголик, серийный убийца. В 2000-х годах в основном исполнял второстепенные роли — «S.W.A.T. Спецназ города Ангелов», «Цыпочки», «Северная страна». Отклонил предложение сниматься в фильме «Большая кража» в пользу роли Брайна Гэмбла в «S.W.A.T. Спецназ города Ангелов»; сломал руку во время тренировок по боксу для этого фильма.
Внимание критиков ему удалось привлечь после выхода фильмов «Палач Дамер» и «Нео Нед». Известность и признание ему принёс оскароносный военный триллер «Повелитель бури», за главную роль в котором Джереми был номинирован на премию «Оскар» в категории «Лучший актёр».
Снялся в роли шерифа в клипе на песню P!nk «Trouble».
В 2011 году последовала вторая номинация на «Оскар» в категории «Лучшая мужская роль второго плана» за роль Джема в фильме Бена Аффлека «Город воров». В том же году вышел фильм «Тор», в котором Реннер сыграл эпизодическую роль супергероя Соколиного глаза. Затем он повторил эту роль в фильме «Мстители», теперь уже как один из главных героев. Так же в 2011 году вышел фильм «Миссия невыполнима: Протокол Фантом» в котором Джереми тоже сыграл одну из главных ролей.
В 2012 году в прокат вышел боевик «Эволюция Борна», в котором Реннер исполнил роль суперагента Аарона Кросса. 17 января 2013 года вышел фильм «Охотники на ведьм», где актёр исполнил роль Ганзеля.
В 2016 году сыграл роль астрофизика Иэна в научно-фантастическом фильме «Прибытие», который получил 8 номинаций на «Оскар».

## Личная жизнь
Реннер женился на канадской модели Сонни Пачеко 13 января 2014 года. Реннер и Пачеко являются родителями Авы Берлин (род. 28 марта 2013). 30 декабря 2014 года Пачеко подала на развод с Реннером, ссылаясь на непримиримые разногласия. Развод был завершён в 2015 году; Реннер и Пачеко делят опеку над своей дочерью.
Актриса Дженнифер Лоуренс, коллега Джереми по фильму «Афера по-американски», приходится ему дальней родственницей.
1 января 2023 года Джереми Реннер был госпитализирован после несчастного случая, который произошёл во время уборки снега на гусеничном ратраке. Группа по расследованию крупных аварий в офисе шерифа приступила к расследованию обстоятельств инцидента. По сообщениям некоторых источников, Реннер помогал застрявшей в снегу машине, когда попал под собственный ратрак. В результате происшествия актёр получил травму грудной клетки и повреждения костно-мышечной системы. По словам представителя актёра его состояние оценивалось как критическое, но стабильное. 3 января состояние актёра оставалось прежним, он проходил восстановление в палате интенсивной терапии после двух проведённых операций. К вечеру 3 января Джереми пришёл в себя и опубликовал пост в соцсетях, поблагодарив всех фанатов за поддержку.
25 января 2023 года репортёры CNN смогли ознакомиться с полицейским отчётом о происшествии. Согласно ему, Джереми Реннер помогал вызволить из снега застрявший грузовик племянника. Ратрак оказался не поставлен на ручник, из-за чего в один момент он начал скользить вниз по склону прямо на племянника. Когда актёр заметил это и попытался остановить транспортное средство, его затянуло под гусеницы. Пока к месту происшествия ехали спасатели, племянник и другие люди оказывали актёру первую помощь. Потом он был доставлен в больницу, где врачи зафиксировали переломы 30 костей.
Реабилитация после случившегося продлилась год. Реннер вернулся к актёрской деятельности в январе 2024 года, полностью излечившись от последствий травмы.

## Фильмография
| Год          |    | Русское название                              | Оригинальное название                                      | Роль                                  |
| ------------ | -- | --------------------------------------------- | ---------------------------------------------------------- | ------------------------------------- |
| 1995         | ф  | Путешествие выпускников                       | Senior Trip                                                | Марк «Дагс» Д'Агастино                |
| 2000         | с  | Ангел                                         | Angel                                                      | Пенн                                  |
| 2001         | с  | C.S.I.: Место преступления                    | CSI: Crime Scene Investigation                             | Роджер Дженнингс                      |
| 2001         | ф  | Сельди в бочке                                | Fish in a barrell                                          | Реми                                  |
| 2002         | ф  | Палач Дамер                                   | Dahmer                                                     | Джеффри Дамер                         |
| 2002         | ф  | Любовь обезьяны                               | Monkey Love                                                | Дил                                   |
| 2003         | ф  | S.W.A.T. Спецназ города Ангелов               | S.W.A.T.                                                   | Брайан Гэмбл                          |
| 2004         | ф  | Цыпочки                                       | The Heart Is Deceitful Above All Things                    | Эмерсон                               |
| 2004         | ф  | Любовь приходит к палачу                      | Love Comes to the Executioner                              | Чик                                   |
| 2005         | ф  | Северная страна                               | North Country                                              | Бобби Шарп                            |
| 2005         | ф  | Прогулка на небеса                            | A Little Trip to Heaven                                    | Фред                                  |
| 2005         | ф  | Двенадцатилетние                              | 12 and Holding                                             | Гас Мейтланд                          |
| 2005         | ф  | Нео Нед                                       | Neo Ned                                                    | Нед                                   |
| 2005         | ф  | Короли Догтауна                               | Lords of Dogtown                                           | менеджер Джея                         |
| 2007         | ф  | Как трусливый Роберт Форд убил Джесси Джеймса | The Assassination of Jesse James by the Coward Robert Ford | Вуд Хайт                              |
| 2007         | ф  | 28 недель спустя                              | 28 Weeks Later                                             | Дойл                                  |
| 2007         | ф  | Забрать                                       | Take                                                       | Сол                                   |
| 2007         | с  | Доктор Хаус                                   | House, M.D.                                                | Джимми Куидд                          |
| 2008         | ф  | Повелитель бури                               | The Hurt Locker                                            | сержант Уильям Джеймс                 |
| 2009         | ф  | Гении / Лампочка                              | Lightbulb / Ingenious                                      | Сэм                                   |
| 2009         | с  | Необычный детектив                            | The Unusuals                                               | детектив Джейсон Уолш                 |
| 2010         | ф  | Город воров                                   | The Town                                                   | Джеймс Кафлин                         |
| 2011         | ф  | Тор                                           | Thor                                                       | Клинт Бартон / Соколиный глаз         |
| 2011         | ф  | Миссия невыполнима: Протокол Фантом           | Mission: Impossible – Ghost Protocol                       | Уильям Брандт                         |
| 2012         | ф  | Мстители                                      | The Avengers                                               | Клинт Бартон / Соколиный глаз         |
| 2012         | ф  | Эволюция Борна                                | The Bourne Legacy                                          | Аарон Кросс / Кеннет Джеймс Китсон    |
| 2013         | ф  | Охотники на ведьм                             | Hansel and Gretel: Witch Hunters                           | Гензель                               |
| 2013         | ф  | Роковая страсть                               | The Immigrant                                              | иллюзионист Орландо                   |
| 2013         | ф  | Афера по-американски                          | American Hustle                                            | Кармайн Полито                        |
| 2014         | с  | Мировые войны                                 | The World Wars                                             | рассказчик                            |
| 2014         | с  | Луи                                           | Louie                                                      | Джефф Дэвис                           |
| 2014         | ф  | Убить гонца                                   | Kill the Messenger                                         | Гэри Уэбб                             |
| 2015         | ф  | Мстители: Эра Альтрона                        | Avengers: Age of Ultron                                    | Клинт Бартон / Соколиный глаз         |
| 2015         | ф  | Миссия невыполнима: Племя изгоев              | Mission: Impossible — Rogue Nation                         | Уильям Брандт                         |
| 2016         | ф  | Первый мститель: Противостояние               | Captain America: Civil War                                 | Клинт Бартон / Соколиный глаз         |
| 2016         | ф  | Прибытие                                      | Arrival                                                    | Йен Доннели                           |
| 2017         | ф  | Ветреная река                                 | Wind River                                                 | Кори Ламберт                          |
| 2017         | ф  | Дом                                           | The House                                                  | Томми Попоули                         |
| 2018         | ф  | Ты водишь!                                    | Tag                                                        | Джерри                                |
| 2019         | ф  | Мстители: Финал                               | Avengers: Endgame                                          | Клинт Бартон / Соколиный глаз / Ронин |
| 2019         | мф | Стражи Арктики                                | Arctic Justice: Thunder Squad                              | Свифти                                |
| 2021         | ф  | Чёрная вдова                                  | Black Widow                                                | Клинт Бартон / Соколиный глаз         |
| 2021—2023    | мс | Что, если…?                                   | What If…?                                                  | Клинт Бартон / Соколиный глаз         |
| 2021 — н. в. | с  | Мэр Кингстауна                                | Mayor of Kingstown                                         | Майк Макласки                         |
| 2021         | с  | Соколиный глаз                                | Hawkeye                                                    | Клинт Бартон / Соколиный глаз / Ронин |
| 2023         | с  | Реннервации                                   | Rennervations                                              | В роли самого себя / Ведущий          |
| 2025         | ф  | Достать ножи: Проснись, мертвец               | Wake Up Dead Man: A Knives Out Mystery                     | доктор Нат Шарп                       |
| 2026         | ф  | Мстители: Судный день                         | Avengers: Doomsday                                         | Клинт Бартон / Соколиный глаз         |

## Дискография
- 2019 — Main Attraction (Single)
- 2020 — The Medicine (EP album)
- 2020 — Live For Now (EP album)
- 2024 — Love and Titanium (EP album)

## Награды и номинации
| Премия                              | Год  | Фильм                  | Категория                         | Результат |
| ----------------------------------- | ---- | ---------------------- | --------------------------------- | --------- |
| «Оскар»                             | 2010 | «Повелитель бури»      | Лучшая мужская роль               | Номинация |
| «Оскар»                             | 2011 | «Город воров»          | Лучшая мужская роль второго плана | Номинация |
| «Золотой глобус»                    | 2011 | «Город воров»          | Лучшая мужская роль второго плана | Номинация |
| BAFTA                               | 2010 | «Повелитель бури»      | Лучшая мужская роль               | Номинация |
| «Выбор критиков»                    | 2010 | «Повелитель бури»      | Лучшая мужская роль               | Номинация |
| «Выбор критиков»                    | 2011 | «Город воров»          | Лучшая мужская роль второго плана | Номинация |
| «Выбор критиков»                    | 2011 | «Город воров»          | Лучший актёрский состав           | Номинация |
| «Выбор критиков»                    | 2014 | «Афера по-американски» | Лучший актёрский состав           | Победа    |
| «Независимый дух»                   | 2003 | «Палач Дамер»          | Лучшая мужская роль               | Номинация |
| «Независимый дух»                   | 2009 | «Повелитель бури»      | Лучшая мужская роль               | Номинация |
| «Спутник»                           | 2009 | «Повелитель бури»      | Лучшая мужская роль — драма       | Победа    |
| «Спутник»                           | 2010 | «Город воров»          | Лучшая мужская роль второго плана | Номинация |
| «Спутник»                           | 2018 | «Ветреная река»        | Лучшая мужская роль               | Номинация |
| «Сатурн»                            | 2019 | «Мстители: Финал»      | Лучшая мужская роль второго плана | Номинация |
| Национальный совет кинокритиков США | 2009 | «Повелитель бури»      | Мужской прорыв года               | Победа    |
| Национальный совет кинокритиков США | 2010 | «Город воров»          | Лучший актёрский состав           | Победа    |
| Премия Гильдии киноактёров США      | 2010 | «Повелитель бури»      | Лучшая мужская роль               | Номинация |
| Премия Гильдии киноактёров США      | 2010 | «Повелитель бури»      | Лучший актёрский состав           | Номинация |
| Премия Гильдии киноактёров США      | 2011 | «Город воров»          | Лучшая мужская роль второго плана | Номинация |
| Премия Гильдии киноактёров США      | 2014 | «Афера по-американски» | Лучший актёрский состав           | Победа    |